# Rattus osgoodi
Rattus osgoodi é uma espécie de roedor da família Muridae.
Apenas pode ser encontrada no Vietname.